# Rombo (strumento musicale)
Il rombo (in inglese bullroarer) è un antico strumento musicale rituale, usato in tutto il mondo per la caccia e per riti tribali.
Il più antico esemplare è stato ritrovato in Ucraina, risalente al Paleolitico (circa 17˙000 a.C.), ma ne sono stati trovati vari nel resto d'Europa (in Grecia il rombo era usato nei misteri dionisiaci), in Asia, Africa, Americhe, e Oceania (insieme al didgeridoo è uno degli strumenti principali degli aborigeni australiani).
Esso, se è fatto ruotare velocemente, produce un suono, o meglio un "ronzio", molto grave.